# Kisbaromlak
Kisbaromlak (szlovákul Branovo) község Szlovákiában, a Nyitrai kerületben, az Érsekújvári járásban.

## Fekvése
Érsekújvártól 14 km-re északkeletre fekszik.

## Története
1418-ban "Barumlak" néven említik először. Különböző nemesi családok birtoka volt. A török hódítás során a falu elpusztult és később új helyen települt be újra. A régi falu helyét ma "Stará Ves"nek, azaz Óhelynek nevezik. 16. században a Szentmihályi és Kürthy, a 17. században az Izdenczi és Cserey, a 18. században a Bajcsy és Plathy családok a főbb birtokosai. 1715-ben 15 háztartás volt a településen. 1787-ben 38 házában 247 lakos élt. 1828-ban 39 háza és 335 lakosa volt. Lakói főként mezőgazdasággal foglalkoztak.
Vályi András szerint "BAROMLAK. Elegyes lakosú falu Komárom Vármegyében, birtokosai több Uraságok, lakosai katolikusok, fekszik Udvardhoz nem meszsze, mellynek filiája, Nyitra Vármegyének határja szélén, legelője saját marhájinak elég, réttye néhol tsekélyes, első Osztálybéli."
Fényes Elek geográfiai szótárában így ír a településről: "Baromlak, tót falu, Komárom vármegyében, Bars vármegye szélén, Érsekujvárhoz 1 1/2 mfdnyire. Határa hegyes, de mindamellett termékeny; kiterjed 2280 holdra, mellyből 6 6/26 rész jobbágytelek után 270 h. urbérség, 1890 h. majorsági, többi a templomé, iskoláé és utak. Terem rozsot és buzát is bőven, árpát, zabot csak középszerűleg. Népessége áll 335 katholikus és 7 zsidó egyénből, s a róm. katholikusok az udvardi egyházhoz tartozván, helyben fiókegyházzal birnak; van itt 7 nemes család fő és 4 kézmives, u. m. 1 kovács, 2 takács, 1 kőmives, mind kontárok. Földesurai: Plathy Mihály előterjesztő udvari tanácsos, Reinprecht Ignácz, Rozsos László, Bajcsyné." Archiválva 2007. szeptember 27-i dátummal a Wayback Machine-ben
A trianoni békeszerződésig Komárom vármegye Udvardi járásához tartozott. 1938 és 1945 között újra Magyarország része.

## Népessége
| Év:            | 1994. | 2004.   | 2014.   | 2024.   |
| -------------- | ----- | ------- | ------- | ------- |
| Emberek száma: | 554   | 570     | 600     | 577     |
| Eltérés:       |       | +2,88 % | +5,26 % | -3,83 % |

| Év:            | 2023. | 2024.   |
| -------------- | ----- | ------- |
| Emberek száma: | 580   | 577     |
| Eltérés:       |       | -0,51 % |

1880-ban 423 lakosából 280 szlovák, 124 magyar, 5 német anyanyelvű és 14 csecsemő volt.
1910-ben 412 lakosából 261 magyar, 146 szlovák, 4 német és 1 más anyanyelvű volt.
Az 1930-as helyi adatfelvétel befolyásoltságáról nyilvánosan értekeztek.
2001-ben 561 lakosából 546 szlovák és 14 magyar volt.
2011-ben 590 lakosából 537 szlovák és 26 magyar volt.
2021-ben 579 lakosából 543 (+2) szlovák, 27 (+4) magyar, 2 (+1) egyéb és 7 ismeretlen nemzetiségű volt.

## Nevezetességei

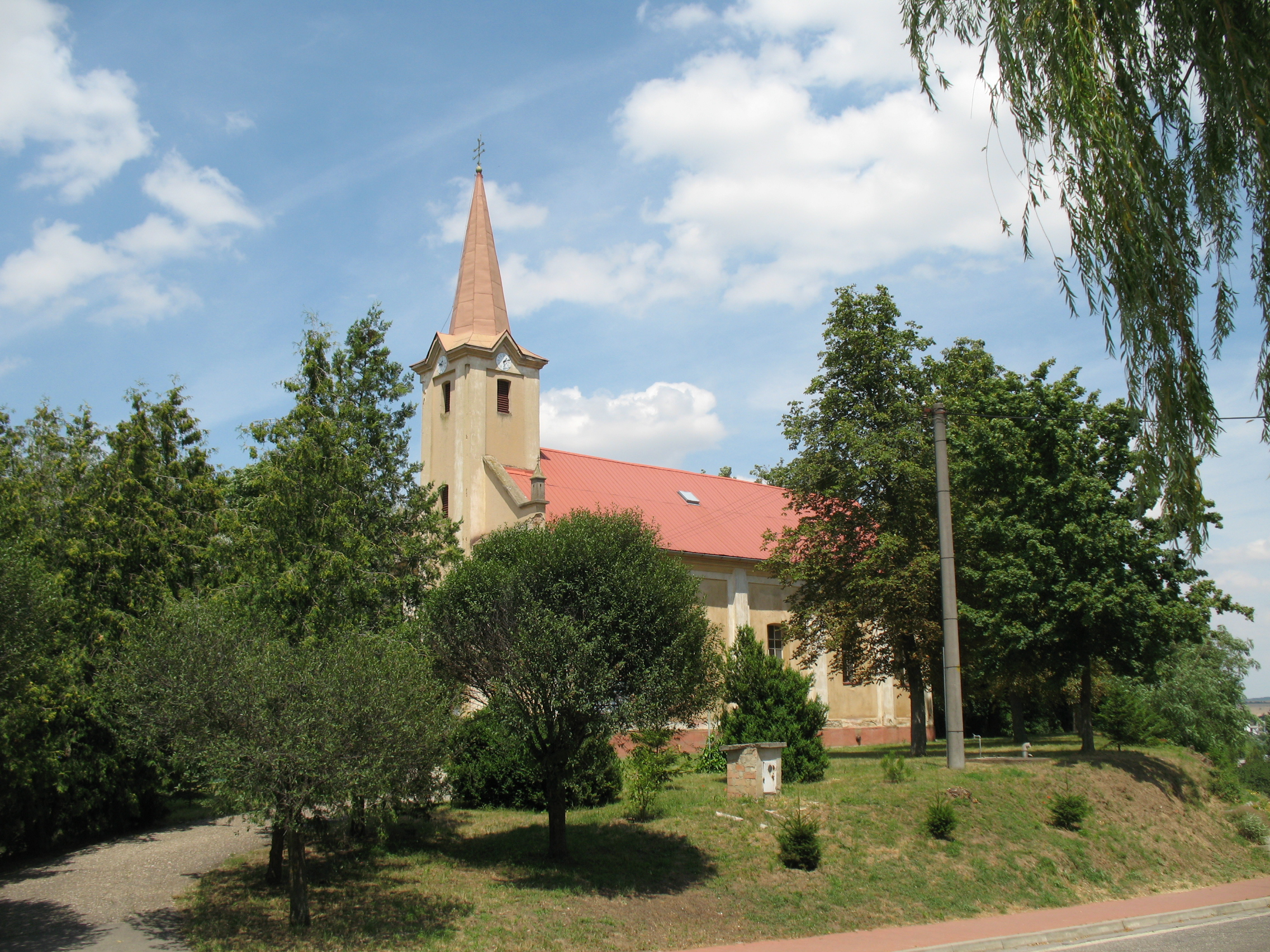
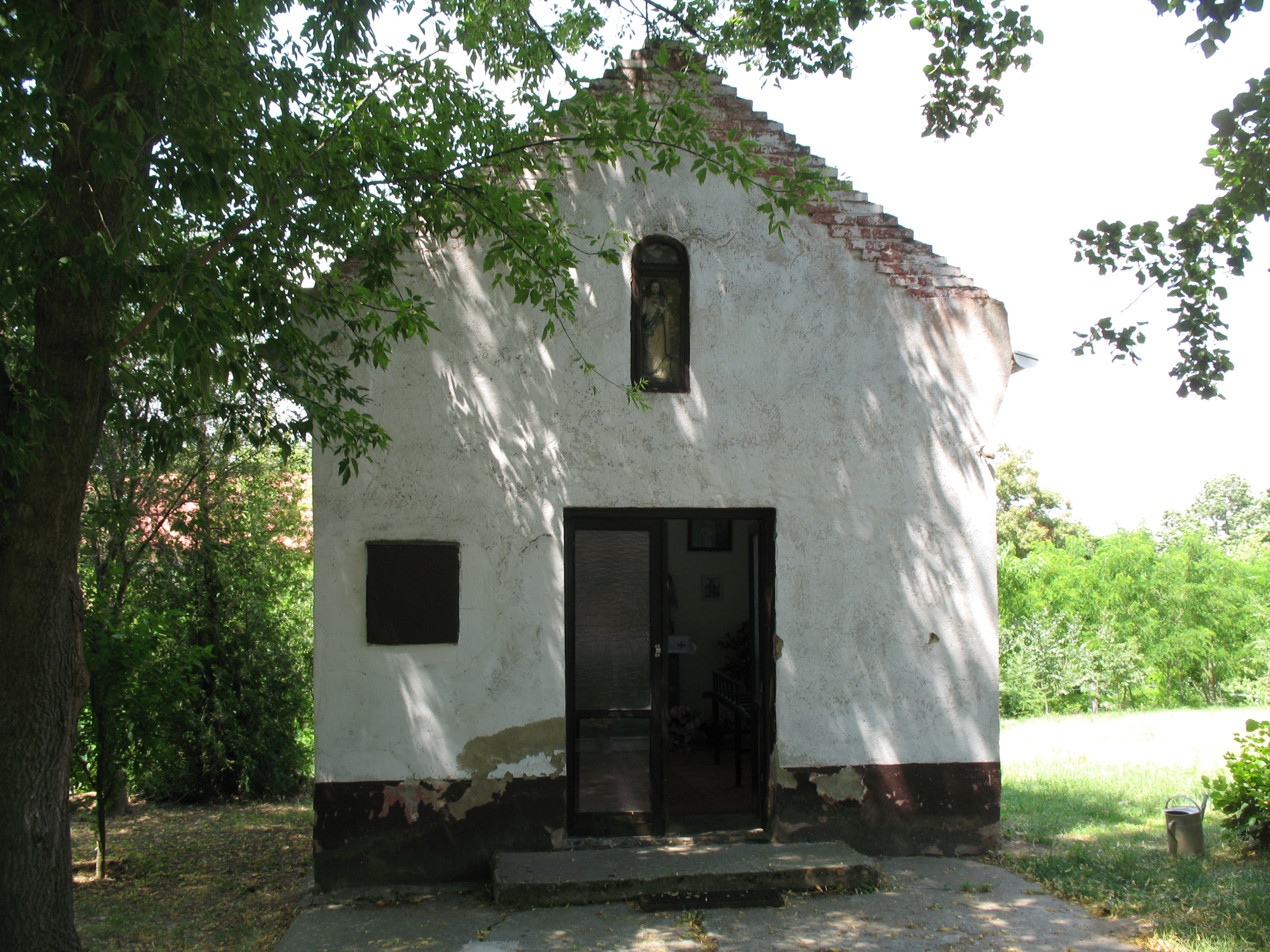
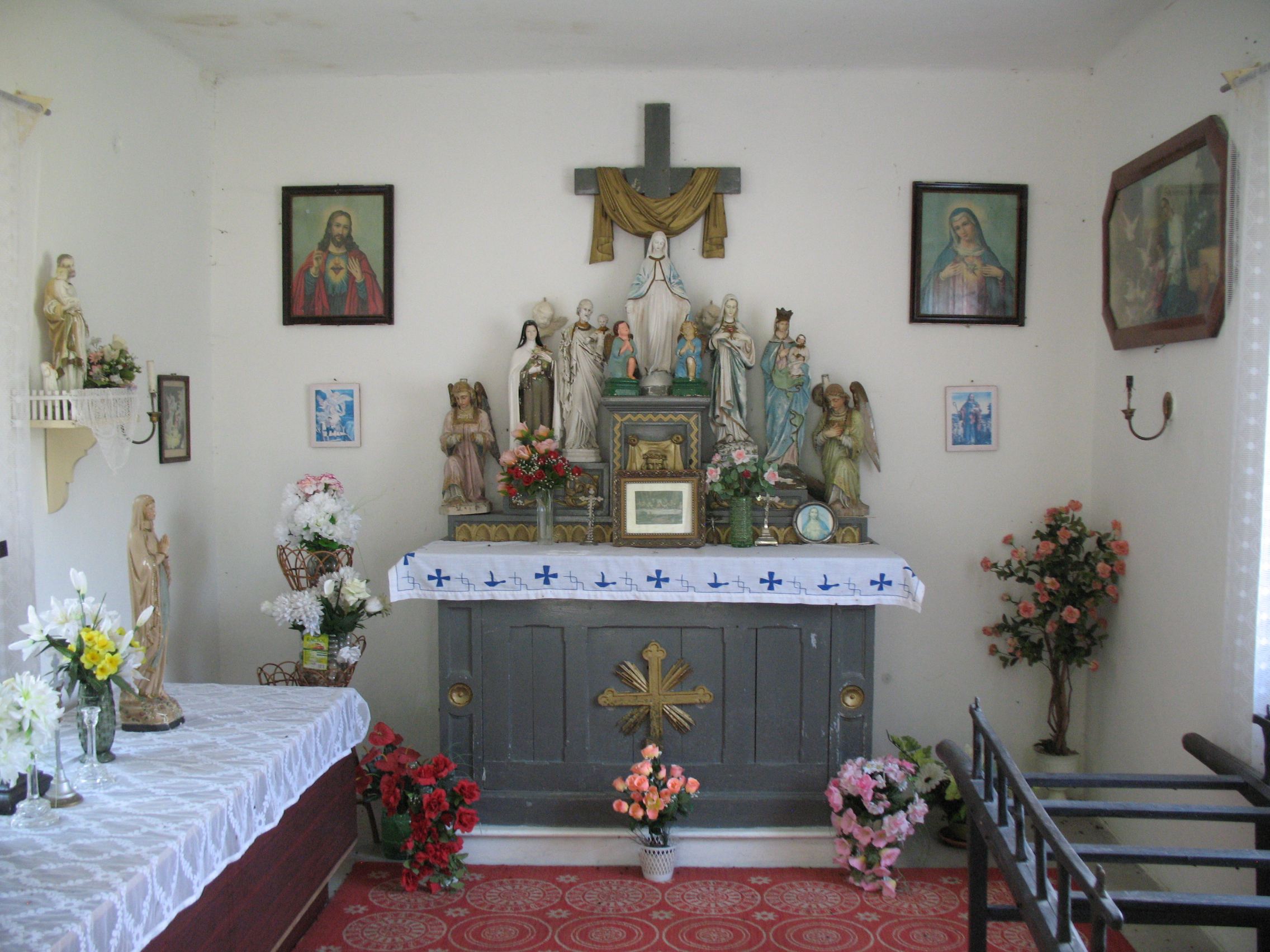
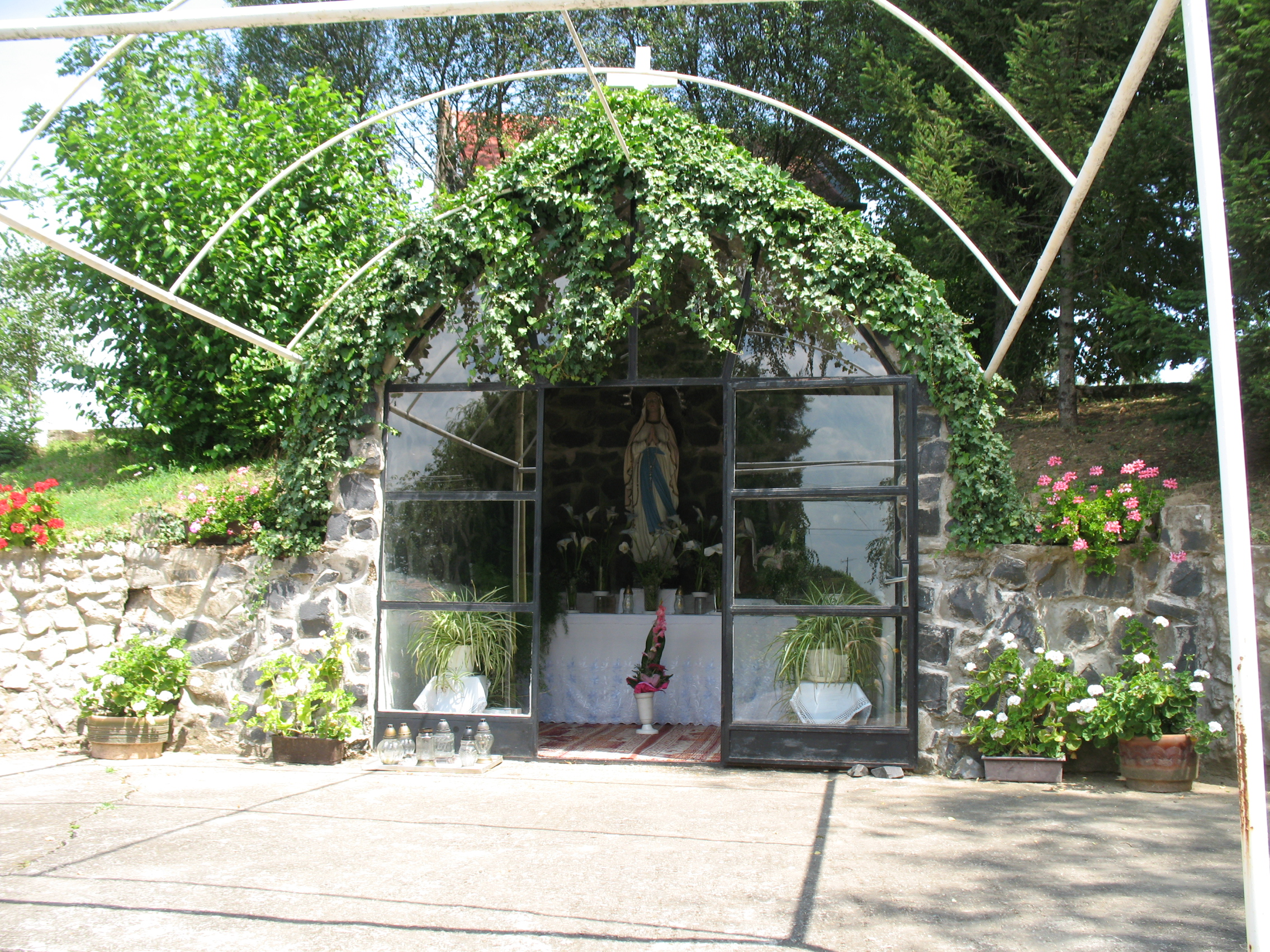
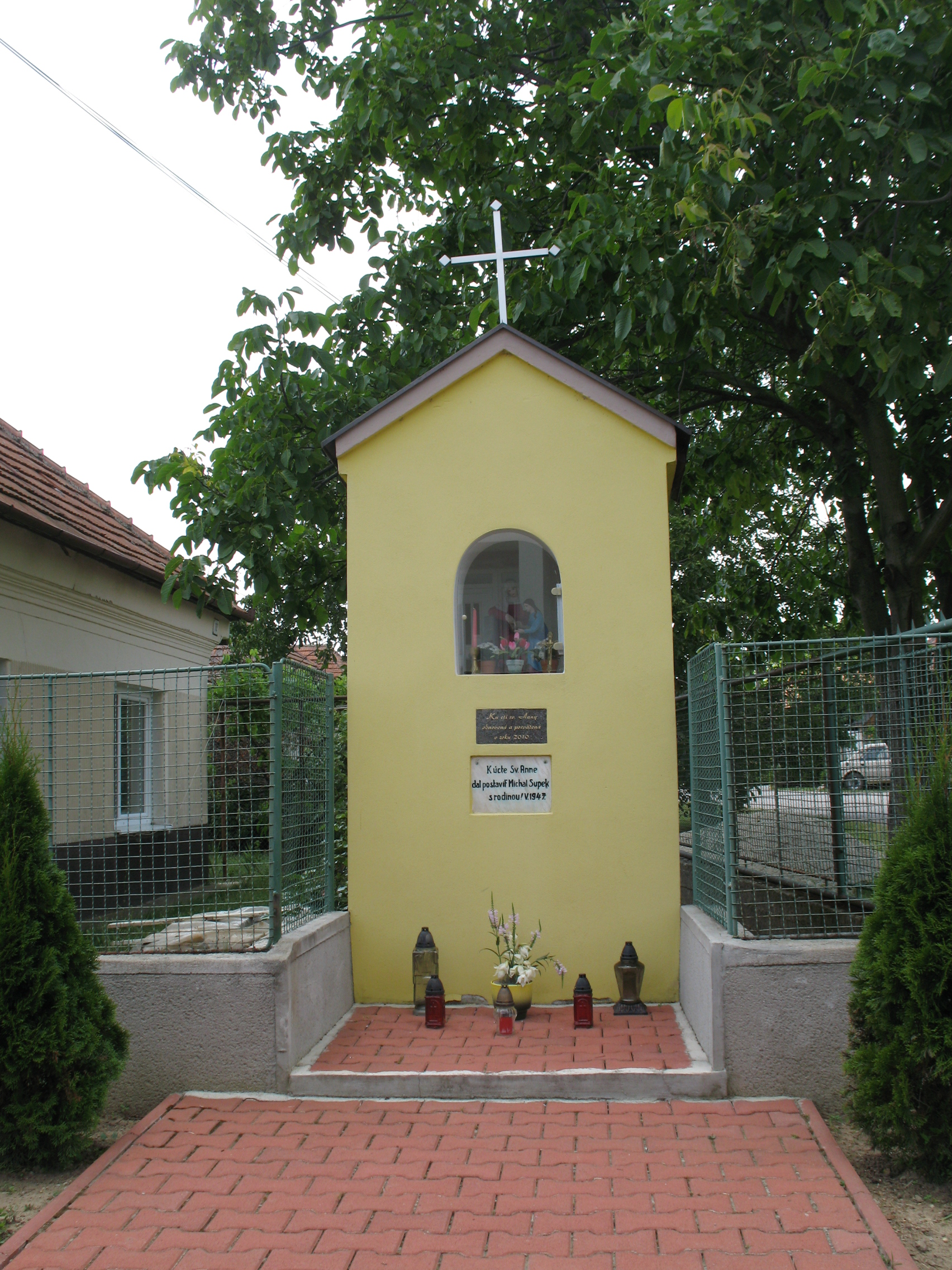
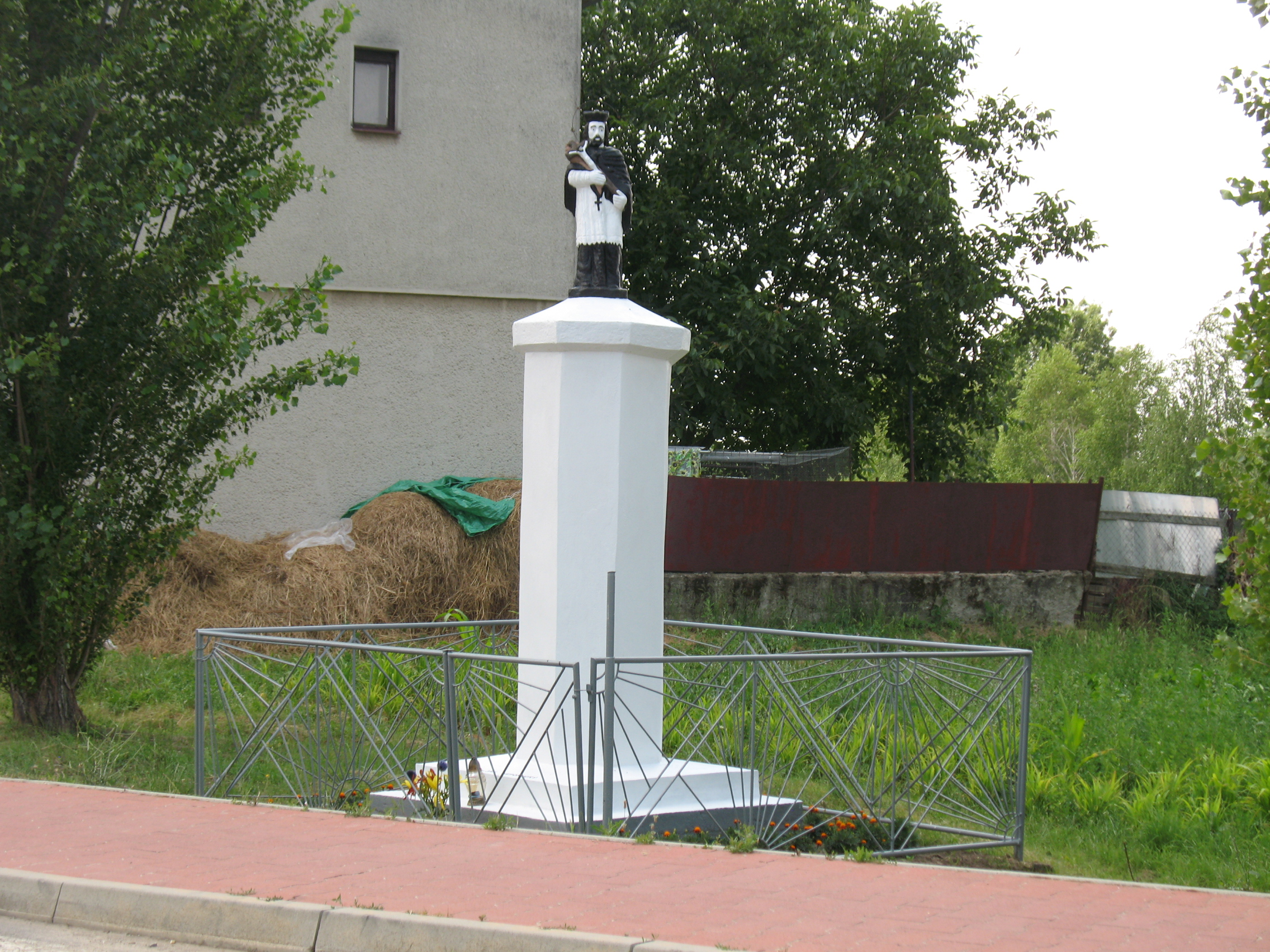
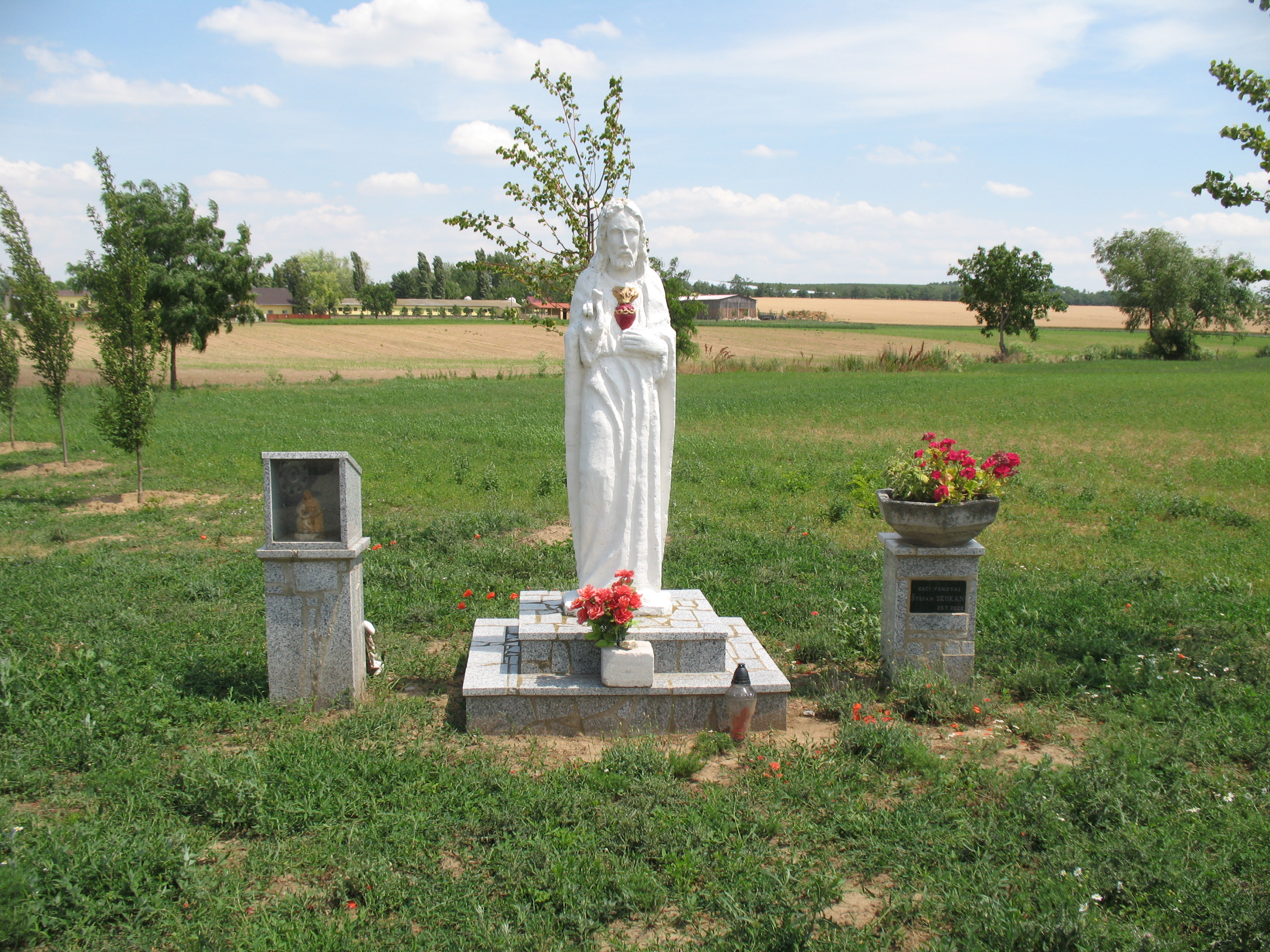
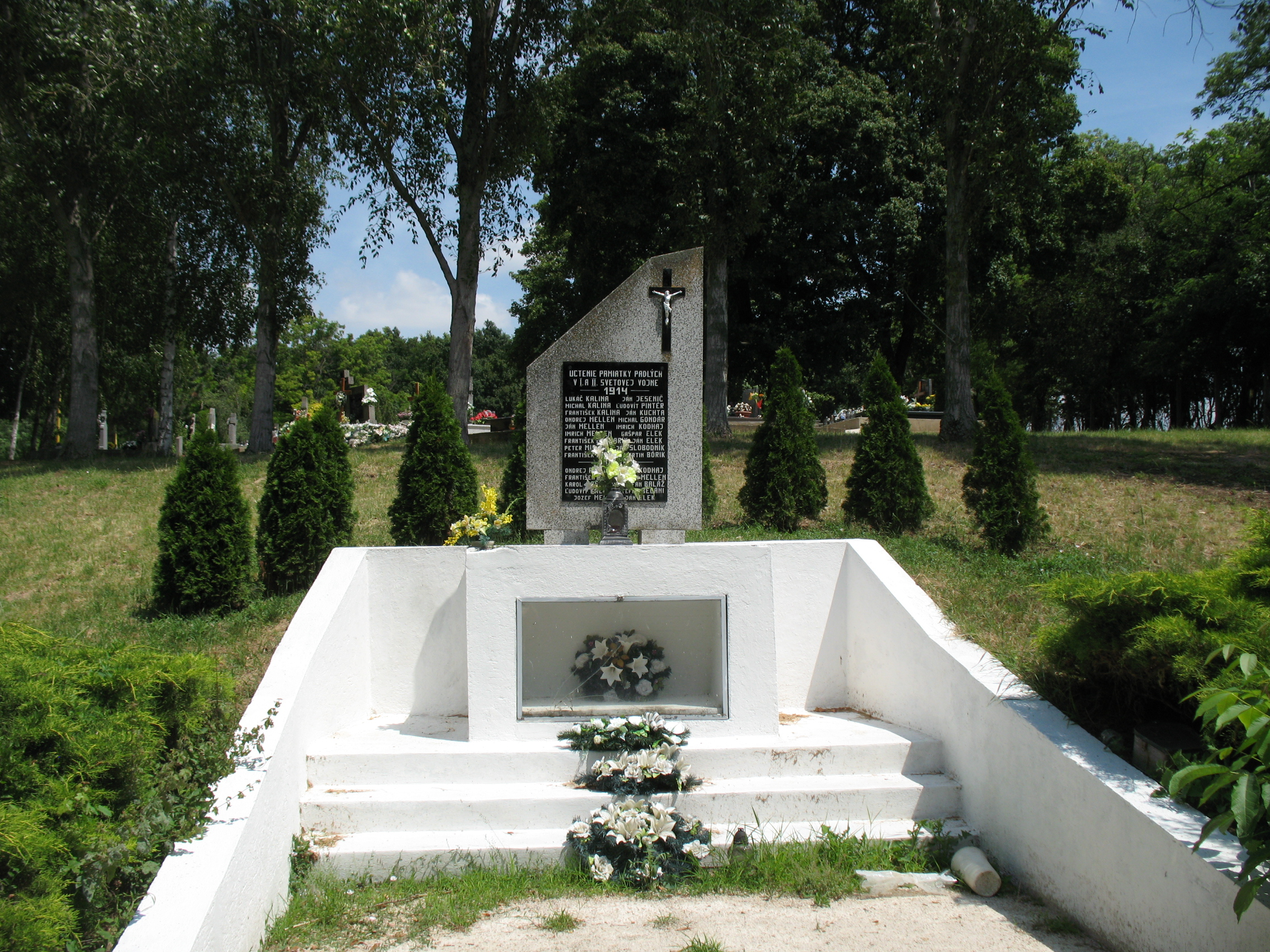

- Szent Anna tiszteletére szentelt római katolikus temploma 1739-ben épült barokk stílusban.

## Külső hivatkozások
- Hivatalos oldal
- Községinfó
- Ismertető szlovák nyelven
- Kisbaromlak Szlovákia térképén
- E-obce.sk Archiválva 2008. szeptember 20-i dátummal a Wayback Machine-ben